# Rivière-au-Renard
Rivière-au-Renard, Wowgwisuei Sipu på mi'kmaq, är en tätort (centre de population) i staden Gaspé i provinsen Québec i Kanada, till 1971 en egen kommun. Den ligger i regionen Gaspésie–Îles-de-la-Madeleine, i den östra delen av landet, 900 km öster om huvudstaden Ottawa. Antalet invånare i tätorten var 1 045 vid folkräkningen 2021.